# Loomis (Nebraska)
Loomis é uma vila localizada no estado americano de Nebraska, no Condado de Phelps.

## Demografia
Segundo o censo americano de 2000, a sua população era de 397 habitantes.
Em 2006, foi estimada uma população de 375, um decréscimo de 22 (-5.5%).

## Geografia
De acordo com o United States Census Bureau, a localidade tem uma área de 0,8 km², sem área coberta por água. Loomis localiza-se a aproximadamente 739 m acima do nível do mar.

## Localidades na vizinhança
O diagrama seguinte representa as localidades num raio de 24 km ao redor de Loomis.